# Морфологія казки
«Морфологія чарівної казки» — робота В. Я. Проппа, опублікована в 1928 році, в якій автор досліджує будову казок.
«Морфологія …» стала одним з найбільш популярних досліджень фольклористики XX століття, а ідеї Проппа мали безпосередній вплив на розвиток структуралізму та наратології.

## Основні положення
Морфологія казки означає опис казки за її складовими частинами і відношеннями частин між собою і щодо цілого.
Вивчаючи фольклор, Пропп зауважив, що в казці є постійні та змінні величини.
До постійних належать функції дійових осіб і їх послідовність. Під функцією Пропп розуміє дію персонажа з точки зору його стосунку до перебігу дії.
Чотири центральні положення, які розвиваються в «Морфології …»:
1. Постійними, стійкими елементами казки слугують функції дійових осіб, незалежно від того, хто і як їх виконує. Вони утворюють основні складові частини казки.
2. Кількість функцій дійових осіб у казці, — обмежена.
3. Послідовність функцій завжди однакова. При цьому, дана закономірність стосується тільки фольклору — штучно створені казки їй не підпорядковані.
4. Усі чарівні казки однотипні за своєю будовою, тобто дають однакові функції.

До змінних параметрів належать: кількість і способи виконання функцій, мотивування та атрибути персонажів, мовний стиль.
Таким чином, виконувані функції в їх послідовності складають єдиний композиційний стрижень для всіх чарівних казок: «Або змій викрадає царівну, або чорт — селянську або попівську дочку — це, з точки зору композиції, байдуже. Але ці випадки можна розглядати як різні сюжети.»
Загалом в чарівній казці Пропп виділяє 31 можливу функцію. При цьому багато функцій розташовані попарно (заборона — порушення, боротьба — перемога, переслідування -порятунок і т д.). Також функції логічно об'єднуються за колами дій персонажів чарівної казки, тобто в казці є лише сім дійових осіб: герой, негідник, відправник, дарувальник, помічник, царівна, псевдогерой.
В результаті: «Відкидаючи всі місцеві, вторинні утворення, залишивши тільки основні форми, ми отримаємо ту казку, відносно якої всі чарівні казки є варіантами. Розвідки, які ми зробили стосовно цього, привели нас до тих казок, де змій викрадає царівну, де Іван зустрічає Ягу, отримує коня, відлітає, за допомогою коня перемагає змія, повертається, піддається гонитві зміюк, зустрічає братів і т. д., як до основної форми чарівних казок взагалі.»

## Структура наративу

### Функції
Після опису початкової ситуації, у казці виконується наступна послідовність 31 функцій:
1. Відбуття: член сім'ї залишає безпечні домашні умови. Це може бути герой або який-небудь інший член сім'ї, якого герою пізніше доведеться рятувати. Це розділення згуртованої сім'ї вводить початкову напруженість у сюжетну лінію. Також тут може бути описаний герой, часто, як звичайна людина.
2. Заборона: Заборона адресована героєві («Не ходи туди», «не роби цього»). Героя застерігають від певних дій.
3. Порушення: Порушення Заборони. (Лиходій з'являється в історії). Це, як правило, виявляється, поганим вибором, і як наслідок на сцену виходить лиходій, хоча який і не обов'язково безпосередньо бореться з героєм. Можливо, лиходій — просто десь приховано присутній або, можливо, він нападає на сім'ю героя в той час, як герой відсутній.
4. Розвідка: Лиходій робить спробу розвідки (або лиходій намагається знайти дітей / коштовності і т. ін.; Або ймовірна жертва розпитує лиходія). Лиходій (часто замаскований) робить активну спробу пошуку інформації, наприклад в пошуках чогось цінного або активно намагається захопити когось. Він може говорити з членом сім'ї, який ненавмисно розкриває інформацію. Він може шукати зустрічі з героєм, можливо, вже знаючи про якусь специфічну особливість героя.
5. Отримання: Лиходій здобуває інформацію про жертву. Пошуки лиходія зараз окуповуються, і він чи вона зараз набувають якусь форму інформації, часто про героя чи жертву. Додаткова інформація може бути отримана, наприклад про карту або місце скарбів.
6. Ошуканство: Лиходій намагається обдурити жертву, заволодіти жертвою або майном жертви (обман; замаскований лиходій намагається завоювати довіру жертви). Тепер лиходій тисне далі, часто використовуючи інформацію, отриману раніше, в намаганні обдурити героя або жертву якимось чином, можливо, з'являючись замаскованим. Це може включати в себе захоплення жертви, що змушує героя дати лиходієві щось або переконати героя, що лиходій насправді є другом і тим самим добиваючись співробітництва.
7. Співучасть: Жертва, ошукана, мимоволі допомагає ворогові. Обман лиходія тепер працює і герой або жертва наївно діє таким чином, що допомагає лиходієві. Це може варіюватися від надання лиходієві чогось (можливо, карти або чарівної зброї) до активної дії проти хороших людей (можливо, лиходій переконав героя, що ці люди насправді погані).
8. Лиходійство або відсутність: Лиходій завдає шкоди / травми члену родини (шляхом викрадення, крадіжки чарівного предмету, зіпсування врожаю, грабунку в інших формах, спричиняє зникнення, виганяє когось, зачакловує когось, підміняє дитину і т. ін., здійснює вбивство, ув'язнює / затримує когось, загрожує примусовим шлюбом, піддає нічним тортурам); Альтернативно, члену сім'ї не вистачає чогось або бажає щось (магічне зілля і т. ін.). Є два варіанти для цієї функції, один або обидва з яких можуть з'явитися в історії. У першому варіанті, лиходій завдає якоїсь шкоди, наприклад викрадаючи жертву або жаданий магічний предмет (який повинен бути потім повернутий). У другому варіанті, відчуття нестачі з'являється в родині героя або в громаді, щось ідентифікується як втрата або щось стає бажаним з якоїсь причини, наприклад чарівний предмет, який врятує людей якимось чином.
9. Втручання: Нещастя або нестача стає відомою (герой вирушає, чує заклик про допомогу і т. ін. / альтернативно, постраждалий герой відсилається далеко, звільнений з-під варти). Герой тепер виявляє акт злодійства або втрати, можливо, дізнається, що його родина або громада спустошені або опинилися в стані туги і горя.
10. Початок протидії. Шукач погоджується або приймає рішення протидіяти. Герой тепер вирішує діяти так, щоб повернути втрачене, наприклад знайти потрібний магічний предмет, рятуючи тих, кого викрали, або в іншому випадку перемагаючи лиходія. Це визначальний момент для героя, бо це рішення, що встановлює курс майбутніх дій і яким раніше звичайна людина вбирає на себе мантію героїзму.
11. Відбуття: Герой відбуває у подорож;
12. Перша функція дарувальника: Героя випробовують, допитують, на нього нападають і т. ін., готують до отримання чарівного засобу або помічника;
13. Реакція героя: Герой реагує на дії майбутнього дарувальника (витримує / провалює тест, звільняє бранця, примиряє сперечальників, виконує послуги, використовує сили противника проти нього);
14. Отримання чарівного засобу: Герой отримує чарівний предмет (безпосередньо переданий, знайдений, куплений, виготовлений, спонтанно явлений, з'їдений / випитий, або допомога, запропонована іншими персонажами);
15. Транспортування: Герой переноситься, доставляється або приведений до місцезнаходження об'єкта пошуку;
16. Боротьба: Герой і лиходій зустрічаються у безпосередній сутичці;
17. Позначення: Герой затаврований (поранений / позначений, отримує перстень або шарф);
18. Перемога: Лиходія переможено (вбито у битві, переможено у змаганні, вбито під час сну, вигнано);
19. Ліквідація: Початкова біда чи нестача розв'язані (об'єкт пошуку доставлено, закляття знято, вбита особа воскресла, бранці звільнені);
20. Повернення: Герой повертається;
21. Переслідування: Герой переслідується (переслідувач намагається вбити, з'їсти, знеславити героя);
22. Порятунок: Герой рятується від переслідування (перешкода затримує переслідувача, герой ховається або його ховають, герой перетворюється до невпізнання, герой рятується від замаху на його / її життя);
23. Невпізнане прибуття: Герой, невпізнаний прибуває додому або в іншу країну;
24. Необґрунтовані вимоги: псевдогерой висуває необґрунтовані вимоги;
25. Складне завдання: Складне завдання пропонується герою (випробування судом Божим, загадки, випробування на міцність / витривалість, інші завдання);
26. Розв'язання: Задача вирішується;
27. Впізнання: Герой впізнається (за позначкою або предметом, наданим йому / їй);
28. Викриття: Псевдогероя або лиходія викрито;
29. Перетворення: Герой отримує новий зовнішній вигляд (зцілений, красивий, новий одяг і т. ін.);
30. Покарання: Лиходія карають;
31. Одруження: Герой одружується і сходить на трон (винагороджується / підвищується).

Іноді деякі з цих функцій змінені місцями. Наприклад, коли герой отримує щось перебуваючи ще вдома, функція дарувальника відбувається раніше. Часто функція не вдається два рази, так що вона повинна бути повторена три рази в Західних культурах.

### Персонажі
Пропп дійшов висновку, що всі персонажі можуть бути класифіковані за 7 широкими функціями у 100 казках, які він проаналізував:
1. Лиходій — бореться проти героя.
2. Відправник — персонаж, який відправляє героя у подорож.
3. (Чарівний) помічник — допомагає герою під час подорожі.
4. Принцеса (або приз) і її батько — герой намагається заслужити її впродовж усієї історії, але не в змозі одружитися з нею через несправедливе зло, як правило, через лиходія. Подорож героя часто закінчується, коли він одружується з принцесою, таким чином перемігши лиходія.
5. Дарувальник — готує героя або дає герою якесь магічне спорядження.
6. Герой або жертва/шукач-герой — співпраціює з дарувальником, одружується на принцесі.
7. Псевдогерой — намагається присвоїти собі подвиги героя або намагається одружитися з принцесою.

Одна роль іноді може виконуватися кількома персонажами. Наприклад, коли герой вбиває лиходія-дракона, сестри дракона можуть взяти на себе злодійську роль і переслідувати його. І навпаки, один персонаж може грати декілька ролей. Наприклад, батько може послати свого сина на пошуки і дати йому меч, діючи і як відправник, і дарувальник.

## Значення висновків
Пропп зазначає, що на основне історичне питання «Звідки походить казка?» неможливо відповісти без розгляду особливостей оповідання як такого: «Якщо ми не вміємо розкласти казку на її складові частини, то ми не зуміємо зробити правильне порівняння. А якщо ми не зможемо порівнювати, то як тоді можна пролити світло».
Вказуючи на повну одноманітність будови чарівних казок, Пропп залишає питання про походження казок з одного джерела історичному дослідженню, яке вийшло в 1946 році під назвою «Історичні корені чарівної казки».